# 山崎まさよし
山崎 まさよし（やまざき まさよし、1973年12月23日 - ）は、日本のシンガーソングライター、俳優。身長176cm、体重70kg、血液型はA型、滋賀県草津市出生、山口県防府市出身。本名は山崎 将義（やまさき まさよし）。愛称は「まさやん」「まぁくん」。

## 経歴

### デビュー前
1971年に滋賀県大津市で生まれたが、8歳の頃に山口県防府市に転居。転居先で友達ができていくきっかけが地元の太鼓の練習であり、そして防府市立牟礼中学校に入学する。中学になると本格的に音楽活動を始める。山口県立防府西高等学校卒業後、しばらく厨房で働いた後、1990年頃から日中は中関港のマツダ防府工場で、自動車運搬船内で自動車をベルトで固定する荷役の労働に従事して、夜は同県周南市にあるライブハウス「Boogie House」でライブ活動をするという日々を1年半過ごした。この「Boogie House」に出演交渉に行った際、「ライブをやりたいけど、どういうスタイルでやればいいのか分からない」と悩んでいた山崎だったが、マスターの森永正志（2012年食道ガンで死去）は「ブルースはどうか」と、カセットテープにライトニン・ホプキンスを吹き込み手渡した。山崎はカセットを聞き非常に感銘を受け、ギターの弾き語りと作詞・作曲、いわゆるシンガーソングライターとしての活動を本格的に始めるようになった。その後も森永との師弟関係は続き、後に山崎は公式ファンクラブを立ち上げることになった際に、このライブハウスの名前から「BOOGIE HOUSE」と名付けている。
1991年、レコード会社「キティレコード」と映画製作会社「キティ・フィルム」を混同し、キティ・フィルム主催のアクター・オーディションを受けてしまうというミスをやらかす。同オーディションは応募者が1000人以上という規模の大きいものであったが、俳優のオーディションだと山崎が気づいたのは、同年7月に行われた東京での最終審査の直前であったという。最終審査の場で、山崎は自作の歌「Rough Rock'n Roll Boogie」「中華料理」を歌い、「新人歌手のオーディションだったら間違いなく合格」という評価を受けるものの、歌手のオーディションではなかったため、審査員特別賞に終わった。しかし、「歌える役者が欲しい」という目的で審査員をしていたキティレコードの音楽プロデューサーに見いだされ、1993年春にキティレコードと契約・上京することが内定。山崎は帰郷後デモテープ制作に没頭するものの、何故か1992年10月に上京。東京都へ移住した直後はその音楽プロデューサーの家（恵比寿）に居候していたという。程なく神奈川県横浜市に移住し、マネキン人形運びのアルバイトをする傍ら、オリジナル曲の制作も行いつつ、ライブハウスへの出演や杏子へ楽曲提供、広告曲の仕事や永瀬正敏・三上博史のアルバムにスタジオ・ミュージシャンとして参加するなど下積み時代を過ごす。
1992年11月、RCサクセションの曲「トランジスタ・ラジオ」のカバーシングルを、キティレコードから販売。1994年3月からフジテレビ系深夜番組『寺内ヘンドリックス』に準レギュラーとして出演。この時期、山崎自身のアルバム・レコーディングも開始されたが、キティレコードの経営悪化に伴い、山崎のデビュー話が浮く形になる。山崎を見出した音楽プロデューサーはキティレコードを退社。その音楽プロデューサーが別のレコード会社に山崎を売り込みに行き、山崎はひたすら創作に没頭するという「不遇の時代」を過ごす。なお、この音楽プロデューサーは後に山崎のチーフマネージャーになっている。

### デビュー後
1995年初頭にポリドール・レコードと契約がまとまり、同年9月にシングル「月明かりに照らされて」でメジャー・デビュー。デビュー時のキャッチコピーは「天才より凄いヤツ」。
1996年2月にセカンド・シングルの「中華料理」、4月には、約2年のレコーディングを経て完成したファースト・アルバム『アレルギーの特効薬』をリリース。本作品の思い出として、後にインタビューでは「ただ出せるだけで嬉しかった」と、思い入れの深さを語っている。同年9月には、後にSMAPがカバーすることになる「セロリ」をリリース、12月にはイベント・ライブ「Act Against AIDS」に参加した（同イベントには、この年以降も不定期で数回出演）。
公式ファンクラブが発足された1997年1月、初の主演映画である『月とキャベツ』（監督・篠原哲雄）が公開される（文部省推薦映画）。映画のテーマ曲「One more time, One more chance」もほぼ同時期に発売。同シングルは徐々にチャートを上昇するロング・ヒットとなり、一躍知名度が上がった。ライブで頻繁に歌われる楽曲が多く収録されたセカンド・アルバム『HOME』もオリコンアルバムチャートで最高4位を記録。
1998年4月、北海道札幌市にあるZepp Sapporoのこけら落しライブ「福耳」に杏子、山崎まさよし、スガシカオの3人で出演。音楽ユニット「福耳」の実質的な誕生となった。同年10月には、初めての連続テレビドラマ『奇跡の人』（読売テレビ系、1998年10月 - 12月）に主役級で抜擢される。主題歌の「僕はここにいる」はオリコン・シングルチャート初登場3位を獲得、自身初のベスト3入りとなった。1998年については、シングル曲を決める際に初めて自己主張をして「水のない水槽」がシングル化された点を挙げ、「自我が目覚めた年」と語っている。
1999年7月末、NHKの番組企画でアメリカ・ミシシッピ州に赴き、伝説のブルースマンハニーボーイ・エドワーズや名ブルースプレイヤーのR.L.バーンサイド等とブルース・セッションをした。11月には、3か月独りでスタジオにこもって制作したという4作目のアルバム『SHEEP』を発表した。

### 2000年〜
2000年2月、アルバム『SHEEP』より「やわらかい月」を別アレンジでリリース。リカットされた初めての楽曲となった。当楽曲は、NHKのドラマ『ただいま』の主題歌に使用され、同ドラマには本人役で出演もしている。9月2日、昭和記念公園で3万人の野外コンサートが行われ、テレビカメラ10台で撮影されたが、何故か映像の放映も発売もされなかった。後にオーガスタ キャンプ総集編TV放映時に「残念ながら2000年の映像は存在しません」とテロップが流れたが、その真意は山崎が終始左だけ見ていたため関係者によると編集不可能で映像の放映も発売も断念せざるを得なかった。同年9月25日、デビューから丸5年を迎えたその日に、初のライブ・アルバムをリリース。
2001年6月、5作目のアルバム『transition』を発表。7月には十代を過ごした山口県防府市の中関港の特設会場にて、当時恒例イベントになりつつあった「Augusta Camp 2001」が開催される。山崎自身にとっては、想い出の場所での凱旋ライブとなった。
2002年5月、ライブ録音シングルとしてリリースした「心拍数」（各地域編合わせ10タイトルを同時リリース）が、同一曲の同時10曲オリコンチャートTOP50入りのチャート寡占記録を達成。日本テレビの番組企画では、ワールドライブツアー中のポール・マッカートニーが居る客室にポールを訪ねポール本人の前で「All My Loving（ビートルズ）」をアコースティック・ギターの弾き語りを披露。ポールは「素晴らしい！（Excellent!）でも1つだけコードを間違えたね。（冒頭に）君はメジャーコード（F♯）を弾いたけど（正しくは）マイナーコード（F♯m）なんだよ。僕の生徒君!（my student!）」と指摘。「これで僕らもレコードデビュー出来るぜ」とも述べている。山崎は大変緊張して「もう1度やり直したいです。無理ですよね」「全国のビートルズファンの皆さん、ごめんなさい」と述べている。山崎は同年の「Dream Power ジョン・レノン スーパー・ライヴ 2002」にも出演した。
2003年3月、約2年ぶりにスタジオ・レコーディングされたシングル盤「全部、君だった。」がリリース。本シングルでは、DVDが一緒にパッケージングされた初回限定盤が初めて生産された。6月には、同じく2年ぶりとなるアルバム『アトリエ』リリース。本アルバムのジャケットでは山崎自身のフォトが使用されず、本人が描いた自画像が使用された。
2004年4月に、阪神・淡路大震災復興チャリティ・コンサート、8月には、歌手・さだまさしが故郷の長崎県長崎市で開催している、平和祈念無料コンサート「2004 夏 長崎から さだまさし」へ初参加。これらのイベント以降も、夏から秋口にかけて全国各地で開催された野外ライブへ積極的に参加した。また、この年発表された2枚のシングル「僕らは静かに消えていく」「ビー玉望遠鏡」では、前者が約30分に及ぶショート・フィルム、後者は長野県上田市へ赴いて現地の学校で撮影された個性的なミュージック・ビデオがそれぞれ制作された。

### 2005年〜
メジャー・デビュー10周年を迎えた2005年、映画『8月のクリスマス』（監督・長崎俊一）に主演。同名タイトルの主題歌のみならず、劇中の音楽も手がけた。暮れには、『第56回NHK紅白歌合戦』に初出場。初めてのベスト・アルバムも2作同時にリリース、1年を通じて3パターンのライブを開催するなど、精力的な活動が繰り広げられた。
2006年3月、FM山口の開局20周年記念イベントに参加。翌4月からは、以前からイベントなどでジョイント共演していたChar、奥田民生と山崎による音楽ユニット「三人の侍」名義で初のライブ・ツアーを開催した。同ライブ終了後には、通算7枚目のフル・アルバム『ADDRESS』に連動したツアーも開催したほか、12月には音楽を担当した映画『酒井家のしあわせ』（監督・呉美保）が公開。映画本編には出演せず、音楽のみを担当した初作品となった。
2007年、短編アニメーション映画『秒速5センチメートル』（監督・新海誠）の主題歌に「One more time, One more chance」が使用される。同曲が映画の主題歌に使われるのはこれで2回目である。10月には、洋楽・邦楽それぞれを独自の解釈でカヴァーしたアルバムを2枚同時に発表。選曲はスタッフからリクエストを募ったのち、練りながら決めたものとされる。年末時期にはアルバムを携えたライブ・ツアーを実施し、追加公演も開催した。
2008年3月、久しぶりのテレビドラマ主題歌となる「真夜中のBoon Boon」をリリース。使用されたテレビドラマ『あしたの、喜多善男』へのゲスト出演も果たした。同年夏には10周年を迎えた音楽ユニット「福耳」の一員として幾つかの音楽番組へ出演。同ユニットの一員でもある男性デュオ・COILのトリビュート・アルバム『10th Anniversary Songs〜tribute to COIL』へも参加している。11月には、丸の内ビルディングにて開催されたクリスマスツリーの点灯式イベントに参加。発売前だった新曲「Heart of Winter」を披露した。
2009年、ファンクラブ・イベントツアーを開催後、全国を回るライブ・ツアー「Walkin' in my shoes Tour 2009」を敢行。開催期間中となる5月13日には、通算8枚目のフル・アルバム『IN MY HOUSE』が発表された。10月には平成21年7月中国・九州北部豪雨で甚大な被害を受けた山口県防府市の被災者を支援するチャリティライブを防府市公会堂で開催している。12月には、前出のライブ・ハウス「BoogieHouse」が25周年を迎えたことなどを受け、同会場でスペシャル・ライブを実施。その模様は、翌2010年（平成22年）にファンクラブ内限定商品としてCD音源化及びDVD映像化がなされた。

### 2010年〜
メジャー・デビュー15周年を迎えた2010年7月、東京ミッドタウンにて開催されたラジオ番組の公開イベントにゲスト出演、同月には2010年代初となるシングル「HOBO Walking」を発表。翌8月には、江東区夢の島陸上競技場で開催された夏の恒例イベント「Augusta Camp 2010」に参加。当公演では15周年を迎えた山崎の楽曲を、出演者がステージ替えのインターミッション時にカバーする企画があった。9月29日には翌月発売の9枚目のフル・アルバム『HOBO's MUSIC』からの先行シングル「花火」と同時に、オフィスオーガスタ所属歌手が新たに山崎の楽曲をスタジオ録音したトリビュート・アルバム『HOME 〜山崎まさよしトリビュート〜』が発売された。
2010年11月から翌2011年3月にかけてワンマンライブ・ツアー、4月には15周年記念最終プロジェクトと題され音源化・映像化もされたオーケストラ・スタイルのライブ、11月から12月にかけては10年ぶりのスタンディング・ライブツアー、年末には東日本大震災により公演中止となったいわき芸術文化交流館アリオスで「YAMAZAKI MASAYOSHI 2011 総決算ライブ」と年間を通じた自身単独公演の他、イベント・ライブや震災復興支援コンサートへの参加など、精力的なライブ活動が実施されている。

### 2015年〜
2015年12月、『映画ドラえもん 新・のび太の日本誕生』の主題歌に「空へ」を書き下ろした。
2019年、横山秀夫原作の映画「影踏み」で14年ぶりに長編映画の主演を果たし、主題歌『影踏み』及び劇中音楽も担当。監督は自身初の主演映画である『月とキャベツ』（1997年）の篠原哲雄が務め、22年ぶりのタッグとなった。11月には通算12枚目のオリジナルアルバム『Quarter Note』を発表した。

### 2020年〜
2020年2月からは「YAMAZAKI MASAYOSHI CONCERT TOUR 2020“Quarter Note”」を開催していたが、新型コロナウィルス感染症の流行の影響によりツアーは千秋楽の10月4日・中野サンプラザ公演を除き公演中止となった。中野サンプラザ公演は有観客での開催となったが、ストリーミングでのライブ配信も行われた。9月23/24日、恒例イベント「Augusta Camp 2020」が無観客での配信ライブとして開催。2日目の24日公演は山崎まさよしのデビュー25周年を記念し、各アーティストによる山崎の楽曲のカバーが披露され、ライブ後半は山崎による単独ステージが披露された。11月15日には「YAMAZAKI MASAYOSHI String Quartet Special Concert」、11月19日には「山崎まさよし Live Online 〜Thanks to 天窓〜」、12月23日には『山崎まさよし Live Online “ONE KNIGHT STAND 2020″』と配信ライブを開催。
2021年4月7日、YouTubeの自身のチャンネル上でDIYに特化した番組『クラフトパパ』をスタート。5月23日からは有観客でのツアー「YAMAZAKI MASAYOSHI “ONE KNIGHT STAND TOUR 2021”」が開催された。9月22日、デビュー25周年イヤーの締め括りとして、24年ぶりとなる"プライベートアルバム"シリーズの続編となる『STEREO 3』を発売。

## ディスコグラフィ

### デモ音源
| 枚 | タイトル   | 発売日 | 収録曲 | 備考                                       |
| -- | ---------- | ------ | --- | ------------------------------------------ |
| 1  | DEMOTRACKS | 1995年 | 1. 月明かりに照らされて(Single Version) 2. 中華料理 3. One more time, One more chance 4. 関係ない 5. 二人でパリに行こう（「ふたりでPARISに行こう」原曲。） 6. 坂道のある街 | デビュー前に関係者のみに配布された音源集。 |

### シングル
| 枚           | タイトル                                                               | 発売日         | 備考 |
| ------------ | ---------------------------------------------------------------------- | -------------- | --- |
| インディーズ | トランジスタ・ラジオ                                                   | 1992年11月21日 | インディーズ時代に発表した8cmシングル。 表題曲はRCサクセションのカヴァー、カップリングは上田正樹の「悲しい日々」のカヴァーを収録。 |
| 1            | 月明かりに照らされて                                                   | 1995年9月25日  | 2000年5月31日、マキシシングルで再リリース。                                                                                        |
| 2            | 中華料理                                                               | 1996年2月25日  | 2000年5月31日、マキシシングルで再リリース。                                                                                        |
| 3            | セロリ                                                                 | 1996年9月1日   | 2000年5月31日、マキシシングルで再リリース。                                                                                        |
| 4            | One more time, One more chance                                         | 1997年1月22日  | 2000年5月31日、マキシシングルで再リリース。                                                                                        |
| 5            | アドレナリン                                                           | 1997年5月8日   | 2000年5月31日、マキシシングルで再リリース。                                                                                        |
| 6            | 振り向かない/ガムシャラ バタフライ                                     | 1997年10月22日 | 2000年5月31日、マキシシングルで再リリース。                                                                                        |
| 7            | 水のない水槽                                                           | 1998年5月13日  | 2000年5月31日、マキシシングルで再リリース。                                                                                        |
| 8            | 僕はここにいる                                                         | 1998年11月11日 | 2000年5月31日、マキシシングルで再リリース。                                                                                        |
| 9            | Passage                                                                | 1999年10月14日 | |
| 10           | やわらかい月                                                           | 2000年2月16日  | |
| 11           | 明日の風                                                               | 2000年7月5日   | |
| 12           | Plastic Soul                                                           | 2001年5月23日  | |
| 13           | 心拍数                                                                 | 2002年5月29日  | ライブ音源のみで構成されたシングルで、通常盤と9種の地域盤（期間限定生産）が同時発売                                                |
| 14           | 全部、君だった。                                                       | 2003年3月19日  | |
| 15           | 未完成                                                                 | 2003年5月21日  | |
| 16           | 僕と不良と校庭で                                                       | 2003年10月22日 | |
| 17           | 僕らは静かに消えていく                                                 | 2004年5月19日  | |
| 18           | ビー玉望遠鏡                                                           | 2004年8月18日  | |
| 19           | メヌエット                                                             | 2005年4月13日  | |
| 20           | 8月のクリスマス                                                        | 2005年8月24日  | |
| 21           | アンジェラ                                                             | 2006年5月17日  | |
| 22           | One more time, One more chance 『秒速5センチメートル』 Special Edition | 2007年3月3日   | |
| 23           | 真夜中のBoon Boon                                                      | 2008年3月12日  | |
|              | 深海魚                                                                 | 2008年6月22日  | 配信リリース。アルバム「IN MY HOUSE」に収録。                                                                                      |
| 24           | Heart of Winter                                                        | 2008年12月10日 | |
| 25           | 春も嵐も                                                               | 2009年4月1日   | |
| 26           | HOBO Walking                                                           | 2010年7月28日  | |
| 27           | 花火                                                                   | 2010年9月29日  | |
| 28           | 太陽の約束                                                             | 2012年5月2日   | |
| 29           | アフロディーテ                                                         | 2012年8月1日   | |
| 30           | 星空ギター                                                             | 2012年11月28日 | |
| 31           | アルタイルの涙                                                         | 2013年6月26日  | |
|              | 心の手紙                                                               | 2014年6月11日  | 配信リリース。ベストアルバム「UNDER THE ROSE ～B-sides & Rarities 2005-2015～」に収録。                                            |
| 32           | 21世紀マン (20th anniversary ver.)                                     | 2015年9月23日  | |
| 33           | 空へ                                                                   | 2016年3月2日   | |
| 34           | 君の名前                                                               | 2016年9月28日  | |
|              | Just The Two Of Us／Englishman In New York                             | 2016年11月3日  | 『COVER ALL YO!』に収録されていた2曲の7インチアナログ盤。                                                                          |
|              | 破線の涙                                                               | 2018年5月1日   | 配信リリース。『『機動戦士ガンダム THE ORIGIN ルウム編』ORIGINAL SOUND TRACKS』に収録。                                            |
| 35           | アイムホーム                                                           | 2018年11月21日 | |
|              | 回想電車                                                               | 2019年3月6日   | 配信リリース。アルバム「Quarter Note」に収録。                                                                                     |
|              | 影踏み movie ver.                                                      | 2019年9月14日  | 配信リリース。アルバム「Quarter Note」に収録のフルバージョンとは一部アレンジが異なり、尺も短くなっている。                         |
| 36           | フリト                                                                 | 2024年9月25日  | 3年ぶりのシングル。 |

### EP
| 枚 | タイトル | 発売日        | 備考 |
| -- | -------- | ------------- | ---- |
| 1  | ONE DAY  | 2020年8月25日 |      |

### アルバム

#### オリジナル・アルバム
| 枚 | タイトル           | 発売日         | 備考 |
| -- | ------------------ | -------------- | --- |
| 1  | アレルギーの特効薬 | 1996年4月1日   | 2007年12月19日に『ステレオ』『ステレオ2』を加えた9作品をまとめたアナログボックス盤がリリース。 2008年12月10日、SHM-CDで再リリース。 |
| 2  | HOME               | 1997年5月21日  | 2007年12月19日に『ステレオ』『ステレオ2』を加えた9作品をまとめたアナログボックス盤がリリース。 2008年12月10日、SHM-CDで再リリース。 |
| 3  | ドミノ             | 1998年12月23日 | 2007年12月19日に『ステレオ』『ステレオ2』を加えた9作品をまとめたアナログボックス盤がリリース。 2008年12月10日、SHM-CDで再リリース。 |
| 4  | SHEEP              | 1999年11月26日 | 2007年12月19日に『ステレオ』『ステレオ2』を加えた9作品をまとめたアナログボックス盤がリリース。 2008年12月10日、SHM-CDで再リリース。 |
| 5  | transition         | 2001年6月27日  | 2007年12月19日に『ステレオ』『ステレオ2』を加えた9作品をまとめたアナログボックス盤がリリース。 2008年12月10日、SHM-CDで再リリース。 |
| 6  | アトリエ           | 2003年6月25日  | 2007年12月19日に『ステレオ』『ステレオ2』を加えた9作品をまとめたアナログボックス盤がリリース。 2008年12月10日、SHM-CDで再リリース。 |
| 7  | ADDRESS            | 2006年6月28日  | 2007年12月19日に『ステレオ』『ステレオ2』を加えた9作品をまとめたアナログボックス盤がリリース。 2008年12月10日、SHM-CDで再リリース。 |
| 8  | IN MY HOUSE        | 2009年5月13日  | |
| 9  | HOBO's MUSIC       | 2010年10月27日 | |
| 10 | FLOWERS            | 2013年9月18日  | |
| 11 | LIFE               | 2016年12月14日 | |
| 12 | Quarter Note       | 2019年11月13日 | |

#### プライベート・アルバム
| 枚 | タイトル | 発売日         | 備考 |
| -- | -------- | -------------- | --- |
| 1  | STEREO   | 1996年11月4日  | 2007年12月19日に『アレルギーの特効薬』～『ADRESS』を加えた9作品をまとめたアナログボックス盤がリリース。 2008年12月10日、SHM-CDで再リリース。 |
| 2  | STEREO 2 | 1997年11月27日 | 2007年12月19日に『アレルギーの特効薬』～『ADRESS』を加えた9作品をまとめたアナログボックス盤がリリース。 2008年12月10日、SHM-CDで再リリース。 |
| 3  | STEREO 3 | 2021年9月22日  | |

#### アナログボックス
| 枚 | タイトル                | 発売日         | 備考 |
| -- | ----------------------- | -------------- | --- |
| 1  | 山崎まさよし Analog Box | 2007年12月19日 | 『アレルギーの特効薬』～『ADDRESS』までのオリジナル・アルバム7枚と『ステレオ』・『ステレオ2』計9作品をアナログ化したボックスセット。15枚組。 |

#### ベスト・アルバム
| 枚 | タイトル                                        | 発売日         | 備考 |
| -- | ----------------------------------------------- | -------------- | --- |
| 1  | BLUE PERIOD                                     | 2005年9月21日  | 「月明かりに照らされて」から「僕と不良と校庭で」までの全シングルA面と「8月のクリスマス」を収録                                                |
| 2  | OUT OF THE BLUE                                 | 2005年9月21日  | シングルB面 + 初CD化&レア・トラック集 |
| 3  | BLUE PERIOD -Complete SOUND + VISION PACKAGE-   | 2008年12月10日 | 「月明かりに照らされて」から「アンジェラ」までの全シングルA面を収録                                                                           |
| 4  | The Road to YAMAZAKI 〜the BEST for beginners〜 | 2013年6月26日  | 「山崎まさよし入門」のコンセプトをもった企画盤、2作同時発売                                                                                   |
| 5  | ROSE PERIOD 〜the BEST 2005-2015〜              | 2015年8月19日  | 「僕らは静かに消えていく」から「21世紀マン」までの全シングルA面（「8月のクリスマス」を除く）と 「One more time, One more chance(Demo)」を収録 |
| 6  | UNDER THE ROSE 〜B-sides & Rarities 2005-2015〜 | 2015年8月19日  | シングルB面 + 初CD化&レア・トラック集第二弾                                                                                                   |
|    | 山崎×映画                                       | 2018年5月30日  | 映画主題歌だけを収録した配信限定アルバム。 |
|    | 山崎×CM                                         | 2020年12月18日 | CMタイアップ曲だけを収録した配信限定アルバム。 M06「Updraft (Power of Sound ver.)」のみ、CMの為のアレンジが異なるバージョンで収録。           |
|    | 山崎×CM 2                                       | 2023年7月5日   | |

#### ライブ・アルバム
| 枚 | タイトル                                         | 発売日        | 備考                                                      |
| -- | ------------------------------------------------ | ------------- | --------------------------------------------------------- |
| 1  | ONE KNIGHT STANDS                                | 2000年9月25日 |                                                           |
| 2  | Transit Time                                     | 2002年5月29日 |                                                           |
| 3  | WITH STRINGS                                     | 2006年3月29日 | 「山崎まさよし meets 服部隆之とラッシュストリングス」名義 |
| 4  | Concert at SUNTORY HALL                          | 2011年9月28日 |                                                           |
| 5  | HARVEST 〜LIVE SEED FOLKS Special in 葛飾 2014〜 | 2015年4月22日 |                                                           |
| 6  | FM802 LIVE CLASSICS                              | 2015年9月23日 |                                                           |

#### カバー・アルバム
| 枚 | タイトル      | 発売日         | 備考         |
| -- | ------------- | -------------- | ------------ |
| 1  | COVER ALL YO! | 2007年10月31日 | 洋楽カバー集 |
| 2  | COVER ALL HO! | 2007年10月31日 | 邦楽カバー集 |

#### サウンド・トラック
| 枚 | タイトル                                       | 発売日        |
| -- | ---------------------------------------------- | ------------- |
| 1  | 『8月のクリスマス』 オリジナルサウンドトラック | 2005年8月24日 |

### 映像作品
| 枚 | タイトル                                             | 発売日                                    | 備考 |
| -- | ---------------------------------------------------- | ----------------------------------------- | --- |
| 1  | 動く山崎 VIDEO CLIPS 1995-1998 (VHS, DVD)            | 1998年6月8日(VHS) 2000年5月31日(DVD)      | 「月明かりに照らされて」〜「水のない水槽」までのPV、「コイン」のライブ映像を収録。                                                                          |
| 2  | DOMINO ROUND (VHS, DVD)                              | 1999年7月14日(VHS) 2001年12月21日(DVD)    | 1999年3月12日 神奈川県民ホール公演の模様を収録。 VHS版は山崎フィギュア付の限定盤も発売された。                                                              |
| 3  | ONE KNIGHT STANDS on films (VHS, DVD)                | 2000年9月25日                             | 1999年～2000年にかけて開催された「YAMAZAKI MASAYOSHI ONE KNIGHT STAND TOUR 1999-2000」の模様を収録。 VHSとDVDの他、一部収録曲の異なるライブCDも発売された。 |
| 4  | 山崎 動く動く VIDEO CLIPS 1998-2003（VHS, DVD）      | 2003年9月17日                             | 「僕はここにいる」〜「未完成」までのPVにTVCM等の特典映像を収録。                                                                                            |
| 5  | Concert at SUNTORY HALL（DVD, Blu-ray）              | 2011年9月28日(DVD) 2012年5月23日(Blu-ray) | 2011年4月6日 サントリーホール公演の模様を収録。同名のライブCDが同時発売された。                                                                             |
| 6  | ONE KNIGHT STANDS 2010-2011 on films（DVD, Blu-ray） | 2011年11月2日(DVD) 2012年5月23日(Blu-ray) | 弾き語りスタイルのライブ映像。 2011年2月4日 東京NHKホール公演の他、地方公演の模様も特典として収録。                                                         |
| 7  | String Quartet “BANQUET”（DVD, Blu-ray）             | 2019年7月24日                             | 2018年12月26日 Bunkamuraオーチャードホール公演の模様を収録。                                                                                                |
| 8  | YAMAZAKI MASAYOSHI “ONE KNIGHT STAND TOUR 2021”      | 2021年12月22日                            | 2021年8月27日 中野サンプラザ公演の模様を収録。 |

### FC限定作品
| 枚 | タイトル                                                                                 | 発売日    | 備考 |
| -- | ---------------------------------------------------------------------------------------- | --------- | --- |
| 1  | ［山崎裏ビデオ その１］最初のファンクラブイベント～初心忘るべからず～（VHS）             | 1999年    | |
| 2  | ［山崎裏ビデオ その２］LIVE IN MY ROOM（VHS）                                            | 2001年    | |
| 3  | ONE KNIGHT STAND TOUR03（DVD）                                                           | 2004年    | 2003/12/25 神奈川県民ホール公演の模様を収録。 |
| 4  | OKBH04 YAMA-TV ウラDVD（DVD）                                                            | 2005年    | |
| 5  | 10th anniversary LIVE ARENA 2005（DVD）                                                  | 2006年    | 2005/12/21 日本武道館公演の模様を収録。同ライブはアルバム「WITH STRINGS」としてCD化もされているが、このDVDではMCやアンコールもほぼノーカットで収録されている。 |
| 6  | ONE KNIGHT in BOOGIE HOUSE 2009（DVD）                                                   | 2009年    | 2009/1/22 渋谷C.C.Lemonホール公演の模様を収録。 |
| 7  | ブギーハウス 山崎まさよし スペシャルライブ 公式ブートレッグ版 映像編（DVD)・音源編（CD） | 2010年    | BOOGIE HOUSE 25th Anniversary YAMAZAKI MASAYOSHI SPECIAL LIVEの模様を収録。CDとDVDでは一部収録曲が異なる。 |
| 8  | Live In Package 総決算ライブ 2011版（CD）                                                | 2012年    | 2011/12/28 いわき芸術文化交流館アリオス公演の模様を収録。 |
| 9  | YAMAZAKI MASAYOSHI “Live in Package” COMPLETE OF THE BEST (CD)                           | 2013年    | TOUR 2012-2013 "SEED FOLKS"の全ライブ音源の中からベストテイクを収録したライブベスト盤。 |
| 10 | ONE KNIGHT STAND in BOOGIE HOUSE 2014～2015（DVD）                                       | 2015年    | |
| 11 | YAMAZAKI MASAYOSHI “Live in Package” COMPLETE OF THE BEST15-16（CD）                     | 2016年7月 | "Twenty First Century Men" TOUR 2015-2016の全ライブ音源の中からベストテイクを収録したライブベスト盤。 |
| 12 | THE YAMAZAKI～Twenty First Century Man～（DVD）                                          | 2016年7月 | Augusta Camp 2015及び、2015/2/17(水)NHKホール公演の模様を収録。 |
| 13 | ONE KNIGHT STAND TOUR2016-2017 / HALL TOUR2017 “THE LIFE I LIVE”（DVD）                  | 2017年    | 2017/2/12 郡山Hip Shot Japan公演、2017/5/19 神奈川県民ホール公演の模様を収録。 |
| 14 | ONE KNIGHT STAND in BOOGIE HOUSE 2017（DVD）                                             | 2018年    | 2017/10/22 昭和女子大学 人見記念講堂公演の模様を収録。 |
| 15 | YAMAZAKI MASAYOSHI Live Archive Box ～1995 to 2005～ (DVD-BOX)                           | 2020年    | デビュー25周年を記念し発売された、これまでに商品化されていなかったライブ映像4作品を収録したDVD-BOX。 1. YAMAZAKI MASAYOSHI ’97総決算ツアー「天然パーマ」 2. 山崎まさよし’99秋の新作発表会 3. YAMAZAKI MASAYOSHI TOUR 2001-2002 -transit time- 4. 10th Anniversary YAMAZAKI MASAYOSHI ONE KNIGHT STAND TOUR 2005 |
| 16 | YAMAZAKI MASAYOSHI Live Archive Box ～2006 to 2020～ (DVD-BOX)                           | 2021年    | デビュー25周年を記念し発売された、これまでに商品化されていなかったライブ映像4作品を収録したDVD-BOX第二弾。 1. 山崎まさよし HAND MY ADDRESS 2006 2. YAMAZAKI MASAYOSHI “Walkin’in my shoes” Tour 2009 3. 山崎まさよし SEED FOLKS Special in Yokohama 4. 山崎まさよし Live Online “ONE KNIGHT STAND 2020″         |

#### Live in Packageシリーズ
公式ファンクラブ「BOOGIE HOUSE」会員限定で、その日のライブをその場でレコーディング＆マスタリングを行い、後日CDにパッケージして送付するサービスで販売されたライブアルバム。
| シーズン | タイトル                                                     | 発売日      | 日程 |
| -------- | ------------------------------------------------------------ | ----------- | --- |
| 1        | YAMAZAKI MASAYOSHI 2011 TOUR ALL STANDING                    | 2011年      | 全20公演 2011/11/1 (火) 川崎CLUB CITTA' 2011/11/2 (水) 川崎CLUB CITTA' 2011/11/8 (火) 新潟LOTS 2011/11/9 (水) 金沢EIGHT HALL 2011/11/13 (日) Zepp Fukuoka 2011/11/15 (火) 広島CLUB QUATTRO 2011/11/17 (木) 松江テルサ 2011/11/19 (土) BAY5 SQUARE 2011/11/25 (金) Zepp Sapporo 2011/11/27 (日) Zepp Sendai 2011/12/1 (木) Zepp Tokyo 2011/12/2 (金) Zepp Tokyo 2011/12/7 (水) Zepp Nagoya 2011/12/9 (金) Zepp Osaka 2011/12/10 (土) Zepp Osaka 2011/12/12 (月) なんばHatch 2011/12/15 (木) 横浜BLITZ 2011/12/18 (日) 帯広MEGA STONE 2011/12/20 (火) 函館金森ホール 2011/12/21 (水) 青森Quarter |
| 2        | YAMAZAKI MASAYOSHI TOUR 2012-2013 “SEED FOLKS”               | 2012-2013年 | 全38公演 2012/12/20 (木) 立川市市民会館 大ホール 2012/12/24 (月) 下関市民会館 2012/12/26 (水) 呉市文化ホール 2012/12/27 (木) 岡山市民会館 2013/1/5 (土) 新潟・糸魚川市民会館 2013/1/6 (日) まつもと市民芸術館 2013/1/13 (日) 浜松市教育文化会館 はまホール 2013/1/14 (月) 四日市市文化会館 第1ホール 2013/1/17 (木) 市民会館崇城大学ホール 2013/1/19 (土) 福岡サンパレス 2013/1/20 (日) 佐世保市民会館 2013/1/22 (火) 別府ビーコンプラザ フィルハーモニアホール 2013/2/5 (火) 渋谷公会堂 2013/2/6 (水) 渋谷公会堂 2013/2/9 (土) 八戸市公会堂 大ホール 2013/2/10 (日) 仙台サンプラザホール 2013/2/15 (金) 日本特殊陶業市民会館フォレストホール 2013/2/16 (土) 多治見市文化会館 大ホール 2013/2/27 (水) 高知県立県民文化ホール・オレンジ 2013/3/1 (金) 西条市総合文化会館 2013/3/2 (土) 丸亀市民会館 2013/3/10 (日) 和歌山市民会館 大ホール 2013/3/12 (火) オリックス劇場 2013/3/13 (水) オリックス劇場 2013/3/16 (土) 神奈川県民ホール 2013/3/23 (土) 會津風雅堂 2013/3/24 (日) 山形市民会館 大ホール 2013/3/30 (土) 宇都宮市文化会館 2013/3/31 (日) 茨城県立県民文化センター 2013/4/6 (土) だて歴史の杜カルチャーセンター 2013/4/7 (日) 札幌市民ホール 2013/4/11 (木) 滋賀県立芸術劇場 びわ湖ホール 大ホール 2013/4/12 (金) なら100/会館 大ホール 2013/4/14 (日) 神戸国際会館こくさいホール 2013/4/16 (火) 大宮ソニックシティ 2013/4/18 (木) 千葉県文化会館 大ホール 2013/4/26 (金) 富山・高周波文化ホール 2013/4/27 (土) 新潟県民会館 |
| 3        | YAMAZAKI MASAYOSHI “Twenty First Century Men” TOUR 2015-2016 | 2015-2016年 | 全28公演 2015/11/21 (土) よこすか芸術劇場 2015/11/22 (日) バロー文化ホール 2015/11/28 (土) 紀南文化会館 大ホール 2015/11/29 (日) なら100年会館 大ホール 2015/12/6 (日) 桐生市市民文化会館シルクホール 2015/12/20 (日) 紋別市民会館 大ホール 2015/12/22 (火) わくわくホリデーホール 2015/12/27 (土) 大宮ソニックシティ 大ホール 2016/1/8 (金) 日本特殊陶業市民会館フォレストホール 2016/1/10 (日) 舞鶴市総合文化会館 大ホール 2016/1/11 (月) オリックス劇場 2016/1/15 (金) 習志野文化ホール 2016/1/23 (土) 四日市市文化会館 第1ホール 2016/1/30 (土) 岡山市民会館 2016/1/31 (日) 上野学園ホール 2016/2/6 (土) 和歌山市民会館 大ホール 2016/2/7 (日) 神戸国際会館 こくさいホール 2016/2/11 (木) 東京エレクトロンホール宮城 2016/2/13 (土) 大館市民文化会館 2016/2/14 (日) 南相馬市民文化会館 2016/2/17 (水) NHKホール 2016/3/5 (土) ロームシアター京都 メインホール 2016/3/12 (土) ユメニティのおがた 2016/3/13 (日) 鳥栖市民文化会館 2016/3/19 (土) 新潟県民会館 2016/3/20 (日) 本多の森ホール 2016/4/1 (金) 愛媛県民文化会館 ひめぎんホール 2016/4/3 (日) 高知市文化プラザかるぽーと |
| 4        | YAMAZAKI MASAYOSHI ONE KNIGHT STAND TOUR 2016-2017           | 2016-2017年 | 全20公演 2016/12/1 (木) 金森ホール 2016/12/3 (土) 新冠町レ・コード館 2016/12/7 (水) CLUB CITTA'川崎 2016/12/14 (水) 高崎club FLEEZ 2016/12/16 (金) SOUND SHOWER ark 2016/12/18 (日) EVENTHALL club-G 2016/12/20 (火) BIGCAT 2017/1/7 (土) 高松festhalle 2017/1/10 (火) 柏PALOOZA 2017/1/13 (金) 長野CLUB JUNK BOX 2017/1/17 (火) 京都FANJ 2017/1/19 (木) 神戸チキンジョージ 2017/1/26 (木) 大分DRUM Be-0 2017/1/28 (土) 福岡DRUM LOGOS 2017/2/3 (金) 米子AZTiC laughs 2017/2/5 (日) 周南RISING HALL 2017/2/10 (金) 盛岡Club Change WAVE 2017/2/12 (日) 郡山Hip Shot Japan 2017/2/16 (木) CAPARVO HALL 2017/2/18 (土) 熊本B.9 V1 |
| 5        | YAMAZAKI MASAYOSHI HALL TOUR 2017 “The Life I Live”          | 2017年      | 全20公演 2017/3/03 (金) よこすか芸術劇場 2017/3/10 (金) 岡山市民会館 2017/3/11 (土) 広島JMSアステールプラザ 大ホール 2017/3/17 (金) オリックス劇場 2017/3/18 (土) オリックス劇場 2017/3/20 (月) 本多の森ホール 2017/3/29 (水) NHKホール 2017/4/01 (土) 神戸国際会館こくさいホール 2017/4/08 (土) なら100年会館 大ホール 2017/4/10 (月) 日本特殊陶業市民会館ビレッジホール 2017/4/15 (土) 栃木県総合文化センター メインホール 2017/4/22 (土) 福岡市民会館 2017/4/23 (日) 日田市民文化会館 パトリア日田 2017/4/29 (土) 松山市総合 コミュニティセンター・キャメリアホール 2017/4/30 (日) 高知市文化プラザかるぽーと 2017/5/03 (水) 仙台市民会館 大ホール 2017/5/06 (土) 札幌市教育文化会館 大ホール 2017/5/12 (金) 大宮ソニックシティ 2017/5/14 (日) 新潟テルサ 2017/5/19 (金) 神奈川県民ホール |

### その他（オムニバス・コンピレーションなど）の作品
『福耳』名義の作品及び「Augusta Camp」の映像作品は『福耳』を参照。

#### シングル
|   | タイトル                                                  | 発売日         | 収録曲 | 備考 |
| - | --------------------------------------------------------- | -------------- | --- | --- |
| 1 | 黄昏のビギン                                              | 2014年10月22日 | 1. 黄昏のビギン 2. 黄昏のビギン(男性Off Vocal) 3. 黄昏のビギン(女性Off Vocal) 4. 黄昏のビギン(Instrumental) | 大竹しのぶとのコラボレーションユニット「大竹しのぶ×山崎まさよし」名義のシングル。 水原弘の楽曲のカヴァー。 |
| 2 | Take me Follow me／記憶にございません／手をつなぎたいんだ | 2018年3月21日  | 1. Take me Follow me 2. 記憶にございません 3. 手をつなぎたいんだ                                            | KANとのコラボレーションユニット、「YAMA-KAN」名義のシングル。                                              |

#### アルバム
| タイトル                                                      | 発売日         | 備考 |
| ------------------------------------------------------------- | -------------- | --- |
| The popular music 〜筒美京平トリビュート〜                    | 2007年7月11日  | M1「さらば恋人」のカヴァーで参加。 『COVER ALL HO!』にも収録。 |
| 服部良一 〜生誕100周年 記念トリビュート・アルバム〜           | 2007年10月17日 | M11「昭和モダン」で参加。 服部良一の孫にあたる服部隆之が作曲した新曲。 |
| 10th Anniversary Songs 〜tribute to COIL                      | 2008年10月22日 | M4「これでいいのだ/それでいいのか?」のカヴァーで参加。 |
| OK!!! C'MON CHABO!!!                                          | 2011年2月23日  | 仲井戸麗市のトリビュート・アルバム。 COILの岡本定義とのユニット「さだまさよし」名義で「ホームタウン」のカヴァーで参加。 |
| しこちゅーライブ2010                                          | 2011年5月      | 三宅伸治 岡本定義 江川ゲンタ 中村キタロー 山崎まさよしによるバンド「ゲンキにさだまさよしんじバンド」のライブ「しこちゅードリームライブ2010」の模様を収録したライブアルバム。                                                                      |
| みいつけた！パンパカパーン                                    | 2014年5月28日  | NHKの教育番組『みいつけた！』のサウンドトラック。 サバンナ高橋とのユニット「コッシー&ヤマーチェ」名義で「おなかとせなかがぺっタンゴ」で参加。 ベストアルバム『UNDER THE ROSE 〜B-sides & Rarities 2005-2015〜』でセルフカヴァーバージョンが収録。 |
| Hello Goodbye                                                 | 2016年6月29日  | 邦楽アーティストによるビートルズのトリビュート・アルバム。 M1「All My Loving」のカヴァーで参加。 『COVER ALL YO!』にも収録。 |
| TRUCK FURNITURE 20th Anniversary GOOD DAY MUSIC               | 2017年12月13日 | 大阪の家具店「TRUCK FURNITURE」によるコンピレーション・アルバム。 本作の為に書き下ろした楽曲「Doughnut」で参加。 |
| ソングライター                                                | 2017年12月20日 | 三宅伸治のトリビュート・アルバム。 M1-8「たたえる歌」で参加。また、M1-9「ソングライター」にはエレクトリック・ギターとハーモニカ、M2-30「JUMP」にはボーカルとエレクトリック・ギターで参加。                                                        |
| 『機動戦士ガンダム THE ORIGIN ルウム編』ORIGINAL SOUND TRACKS | 2018年5月30日  | 『機動戦士ガンダム THE ORIGIN ルウム編』のサウンドトラック。 M25「破線の涙」で参加。 |
| SONGS OF Ishiyan                                              | 2019年7月10日  | 石田長生のトリビュート・アルバム。 M2-4「真夜中の歌姫」のカヴァーで参加。 |
| サントリー1万人の第九2019                                     | 2019年         | 山崎が参加した「サントリー1万人の第九」2019年公演の模様を収録したライブ・アルバム。 M6「僕はここにいる」,M7「One more time, One more chance」,M8「セロリ」に参加。                                                                                |
| Augusta HAND x HAND                                           | 2020年12月16日 | オフィスオーガスタ所属のアーティストによるコラボレーション楽曲が収録された企画アルバム。「福耳」としてM1「愛を歌う」に、松室政哉とのコラボレーションユニット「松室政哉 × 山崎まさよし」としてM2「2人のコンプライアンス」に参加。                  |
| TRIBUTE TO TRICERATOPS                                        | 2020年12月30日 | TRICERATOPSのトリビュート・アルバム。 M8「シラフの月」で参加。 |

#### 映像作品
| タイトル                                                    | アーティスト          | 発売日         | 備考 |
| ----------------------------------------------------------- | --------------------- | -------------- | --- |
| スーパーバンド“ぢ 大黒堂”の全て                             | ぢ・大黒堂            | 1999年9月22日  | 読売テレビの番組『新橋ミュージックホール』内の企画で結成されたバンド『ぢ・大黒堂』のVHS。 |
| Amano-Jack Movin'                                           | Char                  | 2006年12月13日 | Charのアルバム『天邪鬼 Amano-Jack』のレコーディングドキュメンタリー＆ライブ映像を収録したDVD。 M1-11「Session with tick & Masayoshi Yamazaki」に参加。                                                                                         |
| 美ぎ島 Music Convention 2009 in 宮古島                      | オムニバス            | 2009年10年7年  | 宮古島で行われた音楽フェスのライブDVD。 M18「妖精といた夏」、M19「月明かりに照らされて」及びM32「晴男(オルケスタ・デ・ラ・ルスfeat.山崎まさよし)」に参加。                                                                                     |
| OK! Come On CHABO!!! on DVD                                 | オムニバス            | 2011年8月3日   | 仲井戸麗市のトリビュート・ライブの模様を収録したDVD。 COILの岡本定義とのユニット「さだまさよし」名義で「ホームタウン」のカヴァーで参加。 |
| 12-Bar “13”                                                 | TRICERATOPS           | 2014年2月19日  | TRICERATOPSのアコースティックライブを収録したDVD。 M7「シラフの月 (with 山崎まさよし)」、M8「セロリ (with 山崎まさよし)」に参加。 |
| "Rock十" Eve -Live at Nippon Budokan-                       | Char                  | 2015年11月27日 | Charのアルバム「Rock十」の参加アーティストを迎えて行ったライブの模様を収録したDVD/Blu-ray。 |
| 石田長生展 ハッピネス!!                                     | オムニバス            | 2019年7月10日  | 2016年7月25日に開催された、2015年7月8日に逝去した石田長生のトリビュートライブの模様を収録したDVD/Blu-ray。 |
| みいつけた!サボテンミュージックでショウ                     | オムニバス            | 2019年6月19日  | 2019年1月1日に放送されたNHK Eテレ「みいつけた！お正月スペシャル サボテンミュージックでショウ」に特典映像を収録したDVD。 提供曲「おなかとせなかがぺっタンゴ」の歌唱映像や、山崎が扮するキャラクター「ヤマーチェ」がゲスト出演した回などを収録。 |
| RISING SUN OT FESTIVAL 2000-2019                            | 奥田民生              | 2019年12月4日  | 奥田民生のライブ記録映像集。 Char・奥田民生・山崎まさよしによるボーカル＆ギターユニット「SAMURAIⅢ」、「三人の侍」及び斉藤和義を加えた「四人の侍」のライブ映像を収録。                                                                          |
| 山崎まさよし×松室政哉 五島の旅～Sing With Us! In NAGASAKI～ | 山崎まさよし×松室政哉 | 2020年2月12日  | 山崎まさよしと松室政哉によるプロジェクト「Sing With Us! In NAGASAKI」のドキュメンタリーを収録。 |
| サントリー1万人の第九2019                                   | オムニバス            | 2019年         | 山崎が参加した「サントリー1万人の第九」2019年公演の模様を収録したDVD/Blu-ray。 M6「僕はここにいる」,M7「One more time, One more chance」,M8「セロリ」に参加。                                                                                  |
| Orchestral SaGa Live Disc                                   | オムニバス            | 2021年11月17日 | 2021年7月31日に無観客で開催された、ゲーム『サガ』シリーズのオーケストラコンサートの模様を収録したBlu-ray。 M16「メヌエット - オーケストラアレンジ Ver.」の歌唱映像の他、特典としてコメント・メイキング映像を収録。                             |
| KANタービレ 〜今夜は帰さナイトフィーバー〜                  | オムニバス            | 2025年4月23日  | 2024年11月12日に開催された、2023年11月12日に逝去したKANのトリビュートライブの模様を収録したBlu-ray。 |

### 楽曲提供
| タイトル                     | 収録CD                               | アーティスト             | 発売日         | 備考                                                                 |
| ---------------------------- | ------------------------------------ | ------------------------ | -------------- | -------------------------------------------------------------------- |
| 迷路の街                     | 強くなれ                             | 杏子                     | 1994年7月21日  | 作曲を担当。                                                         |
| どこかにあるよ               | Living with joy                      | 高橋洋子                 | 1996年10月25日 | 作曲を担当。                                                         |
| 逢いたさはつのるだけ         | Graffiti                             | TOKIO                    | 1998年4月1日   | 作曲を担当。                                                         |
| ONE FAVOR〜片隅で〜          | 友だちじゃないか/ONE FAVOR〜片隅で〜 | ぢ・大黒堂               | 1999年2月5日   | 作曲を担当。                                                         |
| 永遠という場所               | 永遠という場所                       | 杏子                     | 1999年5月12日  | 作曲を担当。                                                         |
| 散歩しよう                   | 極上ハイブリッド                     | bird                     | 2002年3月6日   | 作曲・編曲を担当。                                                   |
| ひかる・かいがら             | ハイヌミカゼ                         | 元ちとせ                 | 2002年7月10日  | 作曲を担当。セルフカヴァーバージョンが「アフロディーテ」に収録。     |
| オーロラの空から見つめている | ノマド・ソウル                       | 元ちとせ                 | 2003年9月3日   | 作曲・編曲を担当。                                                   |
| 風の伝言                     | Traveler                             | Hitomi                   | 2004年5月12日  | 作詞・作曲を担当。                                                   |
| 地上に砕け散った恋は…        | ARCO IRIS                            | オルケスタ・デ・ラ・ルス | 2005年7月6日   | 作曲を担当。                                                         |
| ロケット                     | ロケット                             | 石塚英彦                 | 2014年2月5日   | 作曲・編曲を担当。                                                   |
| 月になる                     | 月になる                             | 久我陽子                 | 2017年10月11日 | 作曲・編曲を担当。                                                   |
| 願い                         | ち・ち・ち                           | 大竹しのぶ               | 2017年11月22日 | 作曲・編曲を担当。セルフカヴァーバージョンが「アイムホーム」に収録。 |
| マチルダ                     | うたものがたり                       | MARiA                    | 2021年5月26日  | 作曲を担当。作詞はCOILの岡本定義が担当。                             |

### 客演作品
- コーラス・演奏で参加している主な作品。

| タイトル                                        | 収録CD                                     | アーティスト                       | 発売日                                             | 備考 |
| ----------------------------------------------- | ------------------------------------------ | ---------------------------------- | -------------------------------------------------- | --- |
| 煙                                              | CONEY ISLAND JERRY FISH                    | 永瀬正敏                           | 1993年6月23日                                      | ブルースハープ・ギターの楽器演奏で参加。 |
| TRANSIENT                                       | TRANSIENT                                  | 三上博史                           | 1994年8月3日                                       | ブルースハープの楽器演奏で参加。 |
| 星のかけらを探しに行こう                        | 星のかけらを探しに行こう                   | 杏子                               | 1995年2月25日                                      | シングル。コーラス・ブルースハープの楽器演奏で参加。後にユニット「福耳」名義で「星のかけらを探しに行こう Again」としてリメイクしリリース。                                               |
| 地団駄                                          | Dear Me                                    | 杏子                               | 1995年4月10日                                      | 作詞・作曲、ブルースハープ・ギターの楽器演奏で参加。 |
| 憶えていますか                                  | BEST PIECES                                | 高橋洋子                           | 1996年1月25日                                      | 編曲、ブルースハープ・ギターの楽器演奏で参加。 |
| ヒットチャートをかけぬけろ                      | ヒットチャートをかけぬけろ                 | スガシカオ                         | 1997年6月18日                                      | ギターの楽器演奏で参加。 |
| イヌ                                            | TOKYO DEEP LONDON HIGH                     | 杏子                               | 1997年6月18日                                      | |
| 情熱のアカデミックボーイ                        | TOKYO DEEP LONDON HIGH                     | 杏子                               | 1997年6月18日                                      | |
|                                                 | 「奇跡の人」 オリジナル・サウンドトラック  | 周防義和                           | 1998年11月30日                                     | 楽器演奏で参加。 |
| 地団駄'99                                       | 悲しきは…                                  | 杏子                               | 1998年7月1日                                       | ブルースハープ・ギターの楽器演奏で参加。 |
| 永遠という場所                                  | 永遠という場所                             | 杏子                               | 1999年5月12日                                      | 福耳のベスト『THE BEST WORKS』にも収録。 |
| Good Day Afternoon                              | NEW CHAPPIE                                | Chappie                            | 1999年10月10日                                     | ブルースハープの楽器演奏で参加。 |
| いっぱいキスしよう                              | THE HEARTS                                 | 山下久美子                         | 2000年6月25日                                      | ブルースハープの楽器演奏で参加。 |
| Go Around It                                    | INNER WORLD                                | THREE'S CO.                        | 2000年9月27日                                      | ブルースハープ・ギターの楽器演奏で参加。 |
| セブンティーン                                  | Under The Silk Tree                        | 杏子                               | 2000年11月8日                                      | コーラス・ブルースハープの楽器演奏で参加。 |
| 名前のない鳥 Home Again                         | Hajime Chitose                             | 元ちとせ                           | 2001年3月10日                                      | 楽器演奏で参加。 |
| 散歩しよう                                      | 極上ハイブリッド                           | bird                               | 2002年3月6日                                       | 作曲、ブルースハープ・ギターの楽器演奏で参加。 |
| ひかる・かいがら                                | ハイヌミカゼ                               | 元ちとせ                           | 2002年7月10日                                      | 作曲、楽器演奏で参加。 |
| Bashu!                                          | 「Jam Films」 オリジナル・サウンドトラック | オムニバス                         | 2002年12月2日                                      | オムニバス映画 『Jam Films』より。 自身の出演した「けん玉」の楽曲を作曲・演奏。 |
| Kentama                                         | 「Jam Films」 オリジナル・サウンドトラック | オムニバス                         | 2002年12月2日                                      | オムニバス映画 『Jam Films』より。 自身の出演した「けん玉」の楽曲を作曲・演奏。 |
| 穴掘り                                          | 「Jam Films」 オリジナル・サウンドトラック | オムニバス                         | 2002年12月2日                                      | オムニバス映画 『Jam Films』より。 自身の出演した「けん玉」の楽曲を作曲・演奏。 |
| サヨナラ アイシテル                             | 「Jam Films」 オリジナル・サウンドトラック | オムニバス                         | 2002年12月2日                                      | オムニバス映画 『Jam Films』より。 自身の出演した「けん玉」の楽曲を作曲・演奏。 |
| リズム                                          | 「Jam Films」 オリジナル・サウンドトラック | オムニバス                         | 2002年12月2日                                      | オムニバス映画 『Jam Films』より。 自身の出演した「けん玉」の楽曲を作曲・演奏。 |
| けん玉                                          | 「Jam Films」 オリジナル・サウンドトラック | オムニバス                         | 2002年12月2日                                      | オムニバス映画 『Jam Films』より。 自身の出演した「けん玉」の楽曲を作曲・演奏。 |
| 地団駄☆2002                                     | 10 Years Collaboration                     | 杏子                               | 2002年12月4日                                      | ギター・パンデイロの楽器演奏で参加。 |
| オーロラの空から見つめている                    | ノマド・ソウル                             | 元ちとせ                           | 2003年9月3日                                       | プロデュース・作曲・編曲で参加。 |
| 桜夜風                                          | 夏雲ノイズ                                 | スキマスイッチ                     | 2004年6月23日                                      | 福耳のベスト『THE BEST WORKS』にも収録。 |
| うらない                                        | QUNAI?                                     | アナム＆マキ                       | 2005年5月25日                                      | コーラスで参加。 |
| 地上に砕け散った恋は…                           | ARCO IRIS                                  | オルケスタ・デ・ラ・ルス           | 2005年7月6日                                       | 作曲・演奏で参加。 |
| Carnival                                        | Panorama                                   | 押尾コータロー                     | 2005年9月7日                                       | |
| 翼をください                                    | SONGS                                      | 山本潤子                           | 2007年6月6日                                       | |
| Soul Hood                                       | Grand Blue                                 | Jazztronik                         | 2007年6月27日                                      | ギター・パンデイロ等の演奏で参加。 |
| Good Day Afternoon                              | GIRL SONGS ~ギャルソン～                   | COIL                               | 2008年7月16日                                      | ビブラフォン・ギター・ハーモニカの演奏で参加。 |
| マザー・アース・パラダイス                      | TWO PAIR                                   | 武藤昭平                           | 2010年2月10日                                      | |
| ぼさのばぶる～す                                | ファンタジスタ                             | 岡本定義                           | 2010年7月7日                                       | |
| 僕たちの不確かな前途                            | 僕たちの不確かな前途                       | さかいゆう                         | 2013年4月24日                                      | 楽器演奏で参加。 |
| I Cry For You                                   | 宮古島                                     | 八木のぶお                         | 2013年6月12日                                      | ギターの演奏・歌唱で参加。 |
| 坂道ホームタウン                                | ROCK+                                      | Char                               | 2015年5月22日                                      | 作詞・作曲・演奏で参加。 |
| 直感ビート ~ feat. 山崎まさよし                 | ベストビジョン                             | サイコービジョンズ                 | 2017年4月10日                                      | メインヴォーカルで参加。 ビジョンズオールスターズとしてその他の曲の演奏でも参加。 |
| Picnic Tea Basket in the rain                   | 8芯二葉～月団扇Blend                       | Darjeeling                         | 2018年7月11日                                      | ヴォーカル・ギター・ハーモニカで参加。 |
| いい事ばかりはありゃしない                      | いい事ばかりはありゃしない                 | THE RHAPSODY ONLY CLUB CITTA’ BAND | 2018年10月6日(会場限定) 2018年11月5日(Web受注販売) | RCサクセションのカバー。Mカード(楽曲データのダウンロードコードが記載されたカード)とTシャツのセットで、CLUB CITTA'でのイベント「ATURDAY NIGHT ROCK SHOW」の会場および通販限定でリリース。 |
| ユーヴ・ガット・ア・フレンド feat. 山崎まさよし | The Women Who Raised Me                    | Kandace Springs                    | 2020年3月27日                                      | 日本盤のみのボーナストラック。 キャロル・キングのカバー。 |
| 月とレター with 山崎まさよし                    | QUILT                                      | Rei                                | 2022年4月13日                                      | 作詞・Reiとの共作で作曲・ドラム演奏・コーラスで参加。 |

### トリビュートアルバム
| タイトル                         | アーティスト | 発売日         | 備考 |
| -------------------------------- | ------------ | -------------- | --- |
| ONE MORE TIME, ONE MORE TRACK    | オムニバス   | 2005年12月21日 | 参加アーティスト：スネオヘアー・ユンナ・中孝介・平川地一丁目・勝手にしやがれ)・和田アキ子・杏子・サンタラwith森俊之・クレモンティーヌwithソリタ・JAKE SHIMABUKURO・元ちとせ・bird・天野清継                                                             |
| HOME〜山崎まさよしトリビュート〜 | オムニバス   | 2010年9月29日  | オフィスオーガスタのアーティストによるトリビュート・アルバム。 参加アーティスト：杏子・スガ シカオ・岡本定義（COIL）・佐藤洋介（COIL）・元ちとせ・大橋卓弥（スキマスイッチ）・常田真太郎（スキマスイッチ）・長澤知之・秦 基博・さかいゆう・竹原ピストル |

## タイアップ一覧
| 使用年 | 曲名                                           | タイアップ                                                                               |
| ------ | ---------------------------------------------- | ---------------------------------------------------------------------------------------- |
| 1995年 | 月明かりに照らされて                           | セゾンカードインターナショナル CMソング                                                  |
| 1996年 | セロリ                                         | フジテレビ系『気らくに行こう』エンディングテーマ                                         |
| 1996年 | One more time, One more chance                 | 映画『月とキャベツ』主題歌                                                               |
| 1997年 | One more time, One more chance                 | テレビ東京系『TOWER COUNTDOWN』オープニングテーマ                                        |
| 1997年 | アドレナリン                                   | 株式会社イシダ CMソング                                                                  |
| 1997年 | アドレナリン                                   | 読売テレビ・日本テレビ系『どっちの料理ショー』エンディングテーマ                         |
| 1997年 | 振り向かない                                   | MBS・TBS系『世界ウルルン滞在記』エンディングテーマ                                       |
| 1997年 | ガムシャラ バタフライ                          | 日産「パルサー」CMソング                                                                 |
| 1997年 | ピンボール                                     | ネピアCMソング                                                                           |
| 1998年 | 水のない水槽                                   | TBS系『COUNT DOWN TV』オープニングテーマ                                                 |
| 1998年 | 月明かりに照らされて                           | テレビ朝日系『サンデージャングル』オープニングテーマ                                     |
| 1998年 | 僕はここにいる                                 | 読売テレビ・日本テレビ系ドラマ『奇跡の人』主題歌                                         |
| 1998年 | お家へ帰ろう                                   | ハウス食品「シチューミクス」CMソング                                                     |
| 1999年 | ドミノ                                         | NHK総合『ポップジャム』1月〜3月度エンディングテーマ                                      |
| 2000年 | 六月の手紙                                     | KAGOME「野菜生活100」CMソング                                                            |
| 2000年 | やわらかい月                                   | NHK総合水曜ドラマの花束『ただいま』主題歌                                                |
| 2000年 | 明日の風                                       | Maxell「ONE DISC, ONE HEART.」キャンペーンイメージソング                                 |
| 2000年 | カタログ                                       | KAGOME「野菜生活100」CMソング                                                            |
| 2000年 | 手をつなごう                                   | ライオン「チャーミーマイルド」CMソング                                                   |
| 2000年 | Good morning （express mix）                   | TBS系『エクスプレス』テーマソング                                                        |
| 2000年 | アイデンティティー クライシス 〜思春期の終り〜 | Maxell「ONE DISC, ONE HEART.」キャンペーンソング                                         |
| 2001年 | 根無し草ラプソディ                             | BS-iドラマ『JUDGE CAFE』主題歌（第13話 - 第25話）                                        |
| 2001年 | 僕はここにいる                                 | BS-iドラマ『JUDGE CAFE』主題歌（第13話、第17話）                                         |
| 2001年 | 愛のしくみ                                     | KAGOME「野菜生活100」CMソング                                                            |
| 2001年 | Sleeping Butterfly                             | 映画『Go!』主題歌                                                                        |
| 2001年 | どこまでも行こう                               | ブリヂストン「WORLD POTENZA」CMソング                                                    |
| 2002年 | サーカス                                       | 講談社「Style」創刊記念「山崎まさよし Style celebrate スペシャルライブ」CMソング         |
| 2002年 | 夏のモノローグ                                 | 森下仁丹 スースーPRESENTS「山崎まさよしライブツアー2002ご招待キャンペーン」CMソング      |
| 2002年 | OVER THE RAINBOW                               | 三菱自動車「COLT」CMソング                                                               |
| 2003年 | 風の伝言                                       | JFL「Power Of Music」キャンペーン曲                                                      |
| 2003年 | 僕と不良と校庭で                               | 日本テレコム「超える」キャンペーンソング                                                 |
| 2004年 | 僕らは静かに消えていく                         | 花王「ハミング1/3」CMソング                                                              |
| 2004年 | 十六夜                                         | スーパーチャンネル『サード・ウォッチ』エンディングテーマ                                 |
| 2005年 | メヌエット                                     | PS2用ソフト『ロマンシング サガ -ミンストレルソング-』イメージソング                      |
| 2005年 | 8月のクリスマス                                | 映画『8月のクリスマス』主題歌                                                            |
| 2005年 | どこまでも行こう                               | 三菱自動車工業 CMソング                                                                  |
| 2005年 | Stand by me                                    | 麒麟麦酒「キリンラガービール」CMソング                                                   |
| 2006年 | アンジェラ                                     | 映画『アンジェラ』オマージュソング                                                       |
| 2006年 | アンジェラ                                     | avex trax「ミュゥモ」CMソング                                                            |
| 2006年 | long yesterday                                 | テレビ朝日系『生きる×2』テーマソング                                                     |
| 2006年 | mud skiffle track （酒井家の音楽）             | 映画『酒井家のしあわせ』テーマソング                                                     |
| 2006年 | ADDRESS                                        | アサヒビール「PRIME TIME」CMソング                                                       |
| 2006年 | ADDRESS                                        | ミュージック・ドット・ジェイピー「music.jp」TV-CMソング                                  |
| 2007年 | One more time, One more chance                 | アニメ映画『秒速5センチメートル』主題歌                                                  |
| 2007年 | NAVEL                                          | 映画『The焼肉ムービー プルコギ』テーマソング                                             |
| 2007年 | Daydream Believer                              | NTT西日本・フレッツ光 CMソング                                                           |
| 2008年 | 真夜中のBoon Boon                              | フジテレビ系ドラマ『あしたの、喜多善男〜世界一不運な男の、奇跡の11日間〜』主題歌         |
| 2008年 | 深海魚                                         | NHK総合土曜ドラマ『監査法人』主題歌                                                      |
| 2008年 | Heart of Winter                                | ハウス食品「ウコンの力」CMソング                                                         |
| 2009年 | 春も嵐も                                       | ハウス食品「ウコンの力」CMソング                                                         |
| 2009年 | 春も嵐も                                       | 第一興商「DAM★うたフル」TV-CMソング                                                      |
| 2010年 | ア・リ・ガ・ト                                 | TBS・BS-TBSドラマ『BUNGO -日本文学シネマ- グッド・バイ』エンディングテーマ               |
| 2010年 | 君と見てた空                                   | ゆうちょ銀行「日本全国、ゆうちょ家族」CMソング                                           |
| 2011年 | 浜辺の歌                                       | ユニクロ「メリノセーター」CMソング                                                       |
| 2011年 | あなたしか知らない朝                           | ダスキン「見えないものも、美しく。」編 企業CMソング                                      |
| 2012年 | 君が好き                                       | 麒麟麦酒「キリンフリー」CMソング                                                         |
| 2012年 | 太陽の約束                                     | NHK総合『スタジオパークからこんにちは』テーマ曲                                          |
| 2012年 | 星空ギター                                     | SEIKO「LUKIA」TV-CMソング（『息をのむほど、キレイが咲く』篇）                            |
| 2013年 | アルタイルの涙                                 | NHK BSプレミアムBS時代劇『妻は、くノ一』主題歌                                           |
| 2013年 | はじまりの Ding Dong                           | 映画『キタキツネ物語 -35周年リニューアル版-』オープニングテーマ                          |
| 2013年 | 道                                             | 映画『キタキツネ物語 -35周年リニューアル版-』主題歌                                      |
| 2014年 | 青いタペストリー                               | NHK BSプレミアムBS時代劇『妻は、くノ一〜最終章〜』主題歌                                 |
| 2014年 | 心の手紙                                       | 映画『春を背負って』主題歌                                                               |
| 2014年 | うたたね ボンカレーVer.                        | 大塚食品「ボンカレー」CMソング（『ねぇ、お母さん』篇）                                   |
| 2015年 | カゲロウ                                       | 日本テレビ系『ぶらり途中下車の旅』2015年10月〜12月エンディングテーマ                     |
| 2016年 | ターミナル                                     | 日本テレビ系『ぶらり途中下車の旅』2016年1月〜3月エンディングテーマ                       |
| 2016年 | 空へ                                           | アニメ映画『映画ドラえもん 新・のび太の日本誕生』主題歌                                  |
| 2016年 | 光源                                           | テレビ東京系ドラマスペシャル 湊かなえサスペンス『望郷』主題歌                            |
| 2016年 | Take Me to HANDS                               | 東急ハンズ創業40周年記念ソング                                                           |
| 2017年 | One more time, One more chance                 | 日清食品「どん兵衛」CMソング（『どんぎつねがいない』篇）                                 |
| 2018年 | 破線の涙                                       | アニメ映画『ガンダム THE ORIGIN 誕生 赤い彗星』主題歌                                    |
| 2018年 | One more time, One more chance                 | 映画『50回目のファーストキス』挿入歌                                                     |
| 2018年 | アイムホーム                                   | テレビ東京系ドラマ『駐在刑事』主題歌                                                     |
| 2019年 | 回想電車                                       | 近畿日本鉄道「語りたくなる、伊勢志摩。(2019春 伊勢神宮編・2019秋 鳥羽・志摩編)」CMソング |
| 2019年 | 影踏み                                         | 映画『影踏み』主題歌                                                                     |
| 2020年 | One more time, One more chance                 | OFFICE AUGUSTA presents SHORT FILM『ボクと君』第一話ストーリーテーマソング               |
| 2020年 | One more time, One more chance                 | スクウェア・エニックス『ロマンシング サガ リ・ユニバース』キャンペーンCMソング           |
| 2020年 | Flowers                                        | 日本ペイント「PAINT.WONDER」CMソング                                                     |
| 2020年 | Updraft (Power of Sound ver.)                  | オーディオテクニカ『Power of Sound Project』企業ブランドCMソング                         |
| 2021年 | 2人のコンプライアンス                          | 「ルナ印西牧の原 クルム ザ・グランデ」CMソング                                           |
| 2021年 | 虹のつづき                                     | 日本ペイントグループ テーマソング                                                        |
| 2021年 | 虹のつづき                                     | 日本ペイント「日本ペイントタウン～世界はたえず、彩られている～」篇 CMソング              |
| 2021年 | サイドストーリー                               | ENEOS EneKey 2周年キャンペーンソング                                                     |
| 2021年 | 温かい手                                       | 中外製薬 がん患者さん・医療関係者 応援ソング                                             |
| 2022年 | 斉藤さん                                       | サッポロホールディングス「サッポロ レモン・ザ・リッチ」CMソング                          |
| 2022年 | Updraft                                        | ピタットハウス「新任店長 挨拶篇」/「マイホームオークション 鈴木店長篇」CMソング          |
| 2023年 | 世界の果てまでありがとう                       | TOYO TIRE『すべてのトラック物流に携わる人たちに感謝を伝えるプロジェクト2023』主題歌      |
| 2023年 | 君と見てた空                                   | ピタットハウス「米倉れいあ 入社篇」CMソング                                              |
| 2023年 | 辛屋の歌                                       | ミツカン「鍋つゆ辛屋」CMソング（『辛屋の歌』篇）                                         |
| 2024年 | 晴男                                           | マイナビ「マイナビウエディング」CMソング                                                 |
| 2024年 | フリト                                         | 毎日放送ドラマフィル『三ツ矢先生の計画的な餌付け。』オープニング主題歌                   |
| 2024年 | One more time, One more chance                 | サントリー「メーカーズマーク」CMソング（『ドラキュラな男』篇）                           |
| 2025年 | One more time, One more chance                 | 映画『秒速5センチメートル』劇中歌                                                        |

## 書籍
|    | タイトル                                              | 出版社               | 品番・備考                   |
| -- | ----------------------------------------------------- | -------------------- | ---------------------------- |
| 1  | 山崎まさよし                                          | 幻冬舎刊             | ISBN 4-87728-276-9           |
| 2  | Masayoshi Yamazaki×Herbie Yamaguchi bridge 22         | ソニー・マガジンズ刊 | ISBN 4-7897-1504-3           |
| 3  | NIGHTS WITH ONE KNIGHT                                | ロッキング・オン刊   | ISBN 4-947599-83-9           |
| 4  | 山崎まさよし Complete Masayoshi Yamazaki 1995-2000    | ソニー・マガジンズ刊 | ISBN 4-7897-9350-8           |
| 5  | MASAYOSHI YAMASAZAKI Transit Station                  | ソニー・マガジンズ刊 | ISBN 4-7897-1870-0           |
| 6  | 対談上手                                              | ソニー・マガジンズ刊 | ISBN 4-7897-2007-1           |
| 7  | このまま 山崎まさよし                                 | 角川書店刊           | ISBN 4-04-651979-7           |
| 8  | 山崎まさよし in 8月のクリスマス                       | 宝島社刊             | ISBN 4-7966-4824-0           |
| 9  | Yamazaki 10[TEN] -山崎まさよし デビュー10周年記念BOX- | ソニー・マガジンズ刊 | 通販限定生産、山崎クロニクル |
| 10 | 山崎まさよし全詞集 僕はここにいる                     | G.B.刊               | ISBN 978-4-901841-63-4       |
| 11 | 語る山崎まさよし 上                                   | トーキング・ロック刊 | ISBN 978-4-903868-07-3       |
| 12 | 語る山崎まさよし 下                                   | トーキング・ロック刊 | ISBN 978-4-903868-08-0       |
| 13 | このままこのまま                                      | SPACE SHOWER BOOks刊 | ISBN 978-4-907435-66-0       |
| 14 | 詩 山崎まさよし                                       | 百年舎刊             | ISBN 978-4-9912039-0-9       |

## 受賞歴
- 1998年
  - 第19回ザテレビジョンドラマアカデミー賞 新人俳優賞（『奇跡の人』）

## 出演作品

### 映画
|    | タイトル                                           | 監督         | 公開年 | 備考                                                            |
| -- | -------------------------------------------------- | ------------ | ------ | --------------------------------------------------------------- |
| 1  | 月とキャベツ                                       | 篠原哲雄     | 1996年 | 初主演映画。                                                    |
| 2  | 黒い家                                             | 森田芳光     | 1999年 | 出前屋として出演している。                                      |
| 3  | Jam Films「けん玉」                                | オムニバス   | 2002年 | オムニバス映画。篠原哲雄監督の「けん玉」に出演。                |
| 4  | Jam Films S「すべり台」                            | オムニバス   | 2005年 | オムニバス映画。阿部雄一監督の「すべり台」に出演。              |
| 5  | 僕らは静かに消えていく                             | 高木聡       | 2004年 | 初回盤DVDに収録された短編。                                     |
| 6  | 8月のクリスマス                                    | 長崎俊一     | 2005年 | 同名の韓国映画のリメイク。                                      |
| 7  | ザ・ロング・シーズン・レビュー                     | 川村ケンスケ | 2006年 | ロックバンド、フィッシュマンズのドキュメント。                  |
| 8  | 忌野清志郎ナニワ・サリバンショー〜感度サイコー!!〜 | 川村ケンスケ | 2011年 | 忌野清志郎を中心としたライブの映像版                            |
| 9  | 影踏み                                             | 篠原哲雄     | 2019年 | 主演。横山秀夫原作の同名小説の映画化。                          |
| 10 | ハピネス                                           | 篠原哲雄     | 2024年 | 嶽本野ばら原作の同名小説の映画化。 蒔田彩珠の父親役として出演。 |

### テレビドラマ
|   | タイトル                                             | 放送局     | 放送年 | 備考                           |
| - | ---------------------------------------------------- | ---------- | ------ | ------------------------------ |
| 1 | 奇跡の人                                             | 読売テレビ | 1998年 | 主演・相馬克己役               |
| 2 | ただいま                                             | NHK総合    | 1999年 | 本人役・「水曜ドラマの花束」枠 |
| 3 | あしたの、喜多善男〜世界一不幸な男の、奇跡の11日間〜 | 関西テレビ | 2008年 | 第8話・吾妻孝之役              |
| 4 | BUNGO -日本文学シネマ-『グッド・バイ』               | TBS        | 2010年 | 主演・田島周二役               |
| 5 | 金曜8時のドラマ 駐在刑事 第4話                       | テレビ東京 | 2018年 | 謎の男 役                      |
| 6 | 孤独のグルメ Season10 第2話                          | テレビ東京 | 2022年 | 細田 役                        |
| 7 | 三ツ矢先生の計画的な餌付け。                         | 毎日放送   | 2024年 | 主演・三ツ矢歩 役              |

### ラジオ
|   | タイトル                                 | 放送局               | 備考                                                   |
| - | ---------------------------------------- | -------------------- | ------------------------------------------------------ |
| 1 | 山崎まさよしのアタックヤング             | STVラジオ            | 全国区になる前に出演していた                           |
| 2 | MUSIC GUMBO                              | FM802                |                                                        |
| 3 | 7th Colors                               | TOKYO FM             | 「MOTHER MUSIC RECORDS」の中の一番組                   |
| 4 | 山崎まさよしのフライデーパワーセッション | TOKYO FM             |                                                        |
| 5 | 居酒屋まさよし                           | au・うたキャス       | 携帯電話向けラジオ                                     |
| 6 | 音届（おとどけ）-SEND ONE-MUSIC-         | TOKYO FM             | Presented by 佐川急便                                  |
| 7 | 山崎まさよし GREETING MELODIES           | TOKYO FM             | 平日夕方の帯番組だったが、2010年10月より金曜日夜に移動 |
| 8 | 山崎まさよしの「耳のできごと」           | インターネットラジオ | ファンクラブ「BOOGIE HOUSE」内で公開                   |

### コマーシャル
|    | 商品名                           | 企業名                   | 使用楽曲等                                                           |
| -- | -------------------------------- | ------------------------ | -------------------------------------------------------------------- |
| 1  | 食べ頃最前線                     | ハウス食品               | CM 初出演。                                                          |
| 2  | カレークイック                   | ハウス食品               | 杏子・スガシカオと出演                                               |
| 3  | ユニクロ・フリース               | ユニクロ                 | 1999年秋・冬オンエア                                                 |
| 4  | 野菜生活100                      | カゴメ                   | 「六月の手紙」「Catalog」「愛のしくみ」                              |
| 5  | maxell MD&CD-R AUDIO             | 日立マクセル             | 「明日の風」                                                         |
| 6  | 『超える』キャンペーン           | 日本テレコム             | 「僕と不良と校庭で」                                                 |
| 7  | '04 T-SHIRT COLLECTION           | ユニクロ                 | パンデイロを叩いている。                                             |
| 8  | PRIME TIME                       | アサヒビール             | 「ADDRESS」                                                          |
| 9  | ウコンの力                       | ハウス食品               | 「Heart of Winter」「春も嵐も」                                      |
| 10 | ユニクロ・メリノセーター         | ユニクロ                 | 「浜辺の歌」歌唱                                                     |
| 11 | みんなに笑顔を届けたい。冬篇     | 江崎グリコ               | 共演者全員で「ピクニック」歌唱。                                     |
| 12 | はちみつきんかんのど飴           | ノーベル製菓             | CMソング                                                             |
| 13 | エドウイン COOL                  | エドウイン               | 2016年4月からオンエア。瑛太。水原希子と共演。CMソングも書き下ろし 。 |
| 14 | ザ・プレミアム・モルツ           | サントリー               |                                                                      |
| 15 | 語りたくなる、伊勢志摩。         | 近畿日本鉄道             | 「回想電車」                                                         |
| 16 | ロマンシング サガ リ・ユニバース | スクウェア・エニックス   | 「One more time, One more chance」（弾き語り）                       |
| 17 | サッポロ レモン・ザ・リッチ      | サッポロホールディングス | 「斉藤さん」                                                         |

### 声の出演
- みいつけた!（2014年 - 、NHK・Eテレ） - ヤマーチェ役